# Теоклимен
Феоклимен (или Теоклимен, др.-греч. Θεοκλύμενος «знающий о богах») — персонаж древнегреческой мифологии. Неоднократно упоминается в «Одиссее». Сын Полифида, внук Мантия. Вещун из города Гипересии в Арголиде.
Прорицатель, покинувший Аргос из-за убийства. В Пилосе его встретил Телемах и взял его с собой на Итаку. Он известил Пенелопу о пребывании Одиссея на Итаке и предсказал женихам их гибель.
Упомянут у Гесиода. Согласно Мимнерму, возлюбленный Исмены.
В версии мифа о Елене Прекрасной, рассказанной Еврипидом в традегии «Елена», Теоклимен является царём Нижнего Египта, сыном Протея.